# Stegolepis guianensis
Stegolepis guianensis es una especie de planta fanerógama pertenecientes a la familia Rapateaceae. Es originaria de Guyana, Venezuela y Brasil.

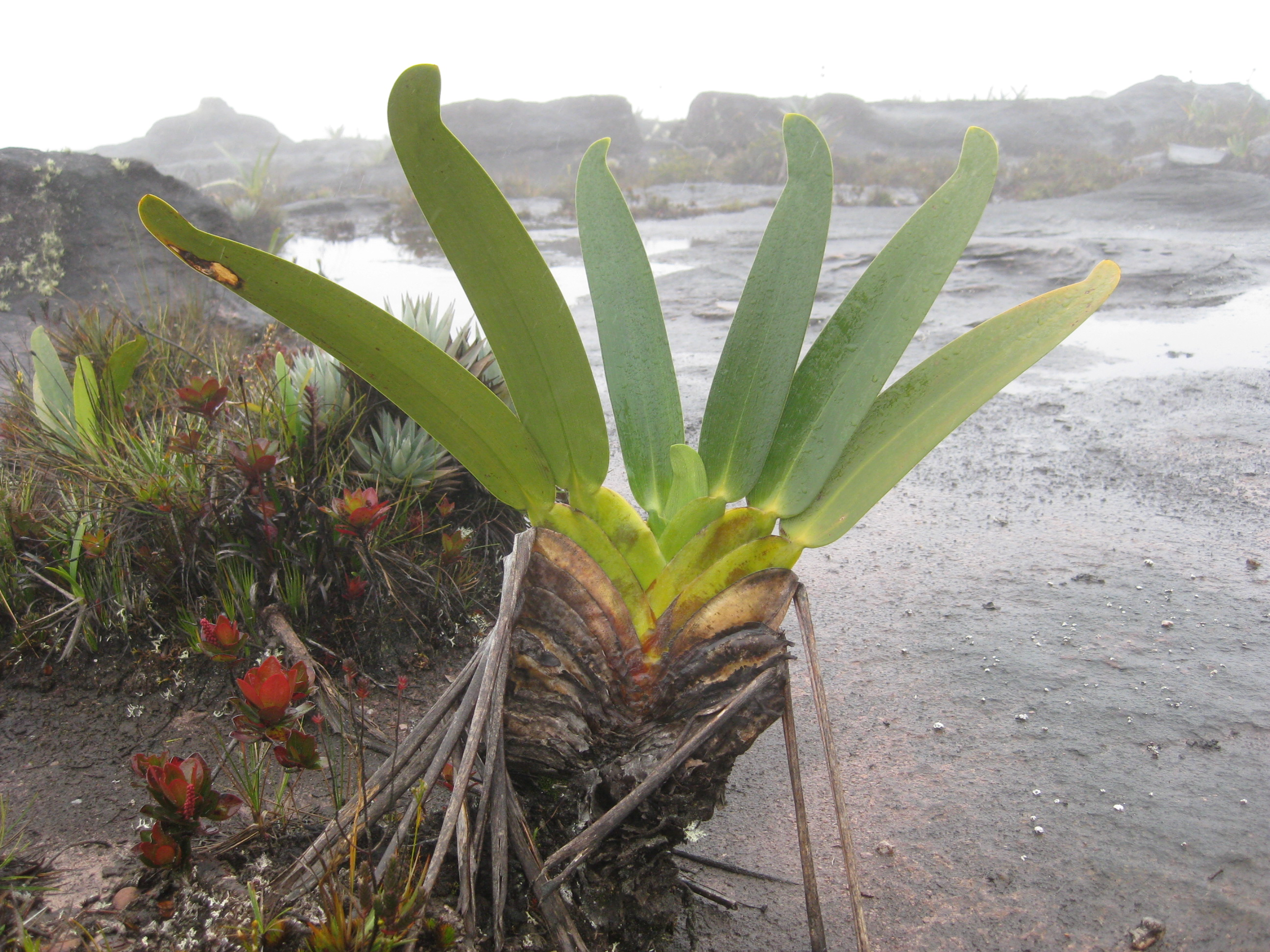
Vista de la planta

## Descripción
Son hierbas epífitas o de pantanos, más bien masivas que se asemeja un tanto a los grandes juncos. El tallo es un rizoma carnoso desnudo. Hojas relativamente grandes, ampliamente revestidas en la base, la hoja alargada orientada en aproximadamente 180° a la vaina. Inflorescencia con flores axilares, alargada, muy delgada, desnuda, teniendo 1 a pocas cabezas de flores sésiles en la punta. Cabezas de flor enfundadas en la base de varios pares de pequeñas brácteas subscariosas. Sépalos 3, iguales y coherentes en la base. Pétalos 3, iguales y coherentes en la base en un tubo. El fruto  es una cápsula loculicida.

## Taxonomía
Stegolepis guianensis fue descrita por Klotzsch ex Körn. y publicado en Linnaea37: 481. 1872.